# David Strang
David Strang (* 13. prosince 1968) je bývalý britský atlet, běžec na střední tratě, halový mistr Evropy v běhu na 1500 metrů z roku 1994.

## Sportovní kariéra
V první polovině 90. let 20. století patřil do evropské mílařské špičky. V roce 1993 vybojoval stříbrnou medaili v běhu na 1500 metrů na halovém mistrovství světa. O rok později se stal evropským halovým šampionem v této disciplíně.